# Stanley Fish
Stanley Eugene Fish (Providence, 19 aprile 1938) è un insegnante, filosofo e critico letterario statunitense.
Stanley Fish è uno dei più noti studiosi di teoria letteraria ed ermeneutica, a volte controverso, tuttavia molto imitato e spesso criticato. Ha avuto una lunga carriera universitaria insegnando materie diverse in molte università.

## Biografia
Nato nella capitale del Rhode Island, dove ha studiato fino al liceo, laureandosi poi all'University of Pennsylvania e prendendo il dottorato alla Yale University nel 1962, ha cominciato a occuparsi di letteratura con John Skelton's Poetry (1965), sul poeta inglese, per ottenere subito attenzione con il controverso Surprised by Sin: the Reader in "Paradise Lost" (1967).
La tesi centrale di questo libro su John Milton è che Satana è stato visto come eroe dai poeti romantici come Blake o Shelley, mentre il Paradiso perduto è un poema di redenzione il cui significato coincide con l'effetto che ha sul lettore. Con il passare degli anni Fish dimostrerà che questo non è valido solo per Milton, ma per tutta la letteratura: leggere è un fenomeno alla base del quale lo scrittore inserisce i propri dubbi, i cambi di direzione, i diversi temi interlacciati allo scopo di produrre un effetto nel lettore, e questo è ciò per cui lavora uno scrittore.
Il testo crea l'esperienza e il lettore crea il senso secondo questa esperienza. Chi scrive cerca di presagire e lavorare a questo effetto, come dimostra il suo Literature in the Reader: Affective Stylistics (1970).
Fish ha poi pubblicato Self-Consuming Artifacts: The Experience of Seventeenth-Century Literature (1972), che applica questo metodo di interpretazione basato sulla risposta del lettore agli Essays di Bacone e a The Anatomy of Melancholy di Burton visti come libri dalla struttura simile, per quanto polifonica, e tuttavia auto-distruggente alla lettura.
Sono i lettori, più che il testo statico, a costruire il senso in virtù delle teorie e delle credenze che si fanno a proposito del testo e che decidono di considerare vere. Ma questa formula può essere applicata a qualsiasi testo, anche non letterario. I lettori cioè sono una comunità di persone che condividono le stesse strategie interpretative.
Dopo Interpreting the Variorum (1976, ripreso ad apertura del successivo (escludendo la parentesi di The Living Temple: George Herbert and Catechizing, 1978), Fish sistema ulteriormente la sua teoria in Is There a Text in This Class? The Authority of Interpretive Communities (1980) che, nonostante il carattere variegato di articoli raccolti da provenienza e su argomenti diversi, è forse il suo libro centrale e certamente il più noto. La risposta alla domanda del titolo è no se si intende il testo come una catena di significati preordinati e da srotolare, ma è anche yes se la comunità dei lettori definisce il senso del testo in qualche modo scrivendolo nuovamente assieme all'autore.
Il libro successivo, Doing What Comes Naturally: Change, Rhetoric, and the Practice of Theory in Literary and Legal Studies (1989), chiarisce che non tutte le comunità sono uguali e che non tutti i lettori hanno la stessa misura rispetto alla capacità di leggere. Ci sono persuasioni interpretative all'interno della comunità (e non sempre coincidenti con i critici professionisti), e c'è sempre la possibilità di slegarsi o non legarsi a un modo di leggere della comunità o alla comunità stessa.
Con Professional Correctness: Literary Studies and Political Change (1999), Fish esplora i criteri più pratici che teorici con cui qualcuno finisce con assumere maggiore importanza all'interno della comunità interpretativa, vuoi per correttezza, vuoi per convenienza.
Altri suoi studi comprendono: There's no such thing as free speech and it's a good thing too (1994), Why We Can't All Just Get Along (1996), The Trouble with Principle (1999), How Milton Works (2001) e Save the World on Your Own Time (2008).
Intanto Fish ha insegnato all'Università della California a Berkeley e alla Johns Hopkins University, prima di spostarsi alla Duke University, dal 1986 al 1998, dove ha insegnato anche giurisprudenza. Dal 1999 al 2004 ha insegnato all'Università dell'Illinois a Chicago, dove oltre a insegnare inglese e legge (su cui non ha mai avuto un titolo di formazione ufficiale), ha partecipato alla facoltà di Scienze politiche con studi sulla criminalità e ha diretto la commissione di studi sulla religione comparata.
Ha poi insegnato alla Florida International University, dando conferenze in tutto il paese, tra cui la Columbia University, la Brown University, l'Harvard University, l'University of Toronto, l'University of Vermont, l'University of Georgia, l'University of Louisville, l'University of Kentucky, il Bates College, e l'University of Central Florida
Fish è sposato con la collega studiosa Jane Tompkins.

## Riferimenti letterari
David Lodge si è ispirato a Stanley Fish per il personaggio del professore universitario Morris Zapp apparso nei romanzi Scambi del 1975 e Il professore va al congresso del 1984.

## Traduzioni italiane
- C'è un testo in questa classe? L'interpretazione nella critica letteraria e nell'insegnamento, Einaudi, Torino 1980 ISBN 88-06-59422-2